# Hönö och Öckerö
Hönö och Öckerö – miejscowość (tätort) w Szwecji, w regionie administracyjnym (län) Västra Götaland, w gminie Öckerö.
Według danych Szwedzkiego Urzędu Statystycznego liczba ludności wyniosła: 5293 (31 grudnia 2015), 9134 (31 grudnia 2018) i 9137 (31 grudnia 2019).